# Hradčanské stěny
Hradčanské stěny je pojmenování zalesněné rozsáhlé skupiny skal na území někdejšího vojenského prostoru Ralsko, mezi Máchovým jezerem a městem Mimoň. Od roku 2014 jsou Hradčanské stěny součástí CHKO Kokořínsko – Máchův kraj.

## Popis lokality
Hradčanské stěny tvoří severní a severovýchodní hranici poměrně rozsáhlé pískovcové plošiny a zároveň geomorfologického podokrsku Hradčanská pahorkatina, která je někdy nazývána mj. Kumerské pohoří. Hradčanská pahorkatina je součástí chráněné lokality Ptačí oblast Českolipsko – Dokeské pískovce a mokřady a evropsky významné lokality Jestřebsko-Dokesko soustavy Natura 2000. Z celé pahorkatiny jsou právě v Hradčanských stěnách nejvíce vyvinuty četné formy selektivního zvětrávání a odnosu pískovců, i do forem malých skalních měst. Jsou zde desítky skalních převisů a zajímavé skalní útvary, např. Psí kostel či Skalní brána. Hradčanské stěny jsou ve správě Vojenských lesů a statků ČR.
Hradčanské stěny se nacházejí na katastru Hradčany 918 423. Z geomorfologického hlediska popisované území náleží do Ralské pahorkatiny, respektive do jejího podcelku Dokeské pahorkatiny.

## Vrcholy a rokle
Celá řada zdejších kopců dosahujících nadmořské výšky 300–357 metrů má své jméno. Oproti obci Hradčany jsou zhruba o 50 metrů výše, netvoří tedy velké hory. Nejvyšším je Žižkův kopec 357 m, dále zde jsou Mufloní vrch 339 m, Tvarožník 321 m, Havraní skála 331 m, Jindřichův kopec a další. Skály protíná řada roklí – Smolná, Kamenná, Kraví.

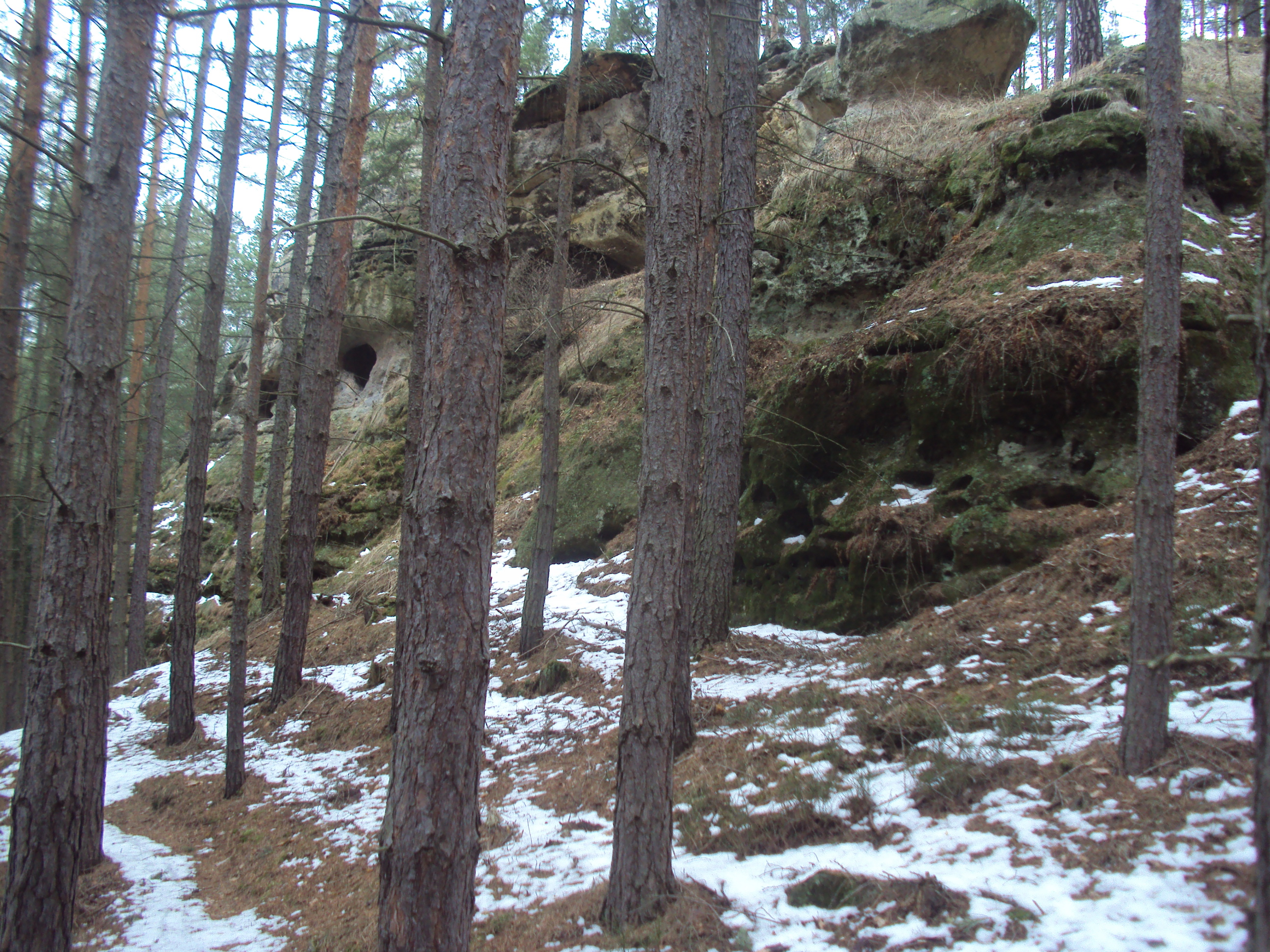
Skalní útvar Psí kostel

## Přístup
Kolem skal vede trasa naučné stezky Jeřáb, Hradčanských okružních stezek zčásti využívajících modře a zeleně značené turistické trasy z Hradčan k Máchovu jezeru a Provodínu. Po severní straně je vedena i jedna z cyklostezek. Napříč blízké obce Hradčany vede silnice 270 od severu z Mimoně na jih do Doks.